# Aras de Alpuente
Aras de Alpuente är en ort i Spanien.   Den ligger i provinsen Província de València och regionen Valencia, i den östra delen av landet, 230 km öster om huvudstaden Madrid. Aras de Alpuente ligger 965 meter över havet och antalet invånare är 375.
Terrängen runt Aras de Alpuente är kuperad. Runt Aras de Alpuente är det glesbefolkat, med 8 invånare per kvadratkilometer. Närmaste större samhälle är Tuéjar, 18,7 km sydost om Aras de Alpuente. 